# Via ferrata Carlo Giorda
La via ferrata Carlo Giorda è un percorso attrezzato che parte da Sant'Ambrogio di Torino per raggiungere la cima del monte Pirchiriano (962 m s.l.m.) sulla cui sommità sorge l'Abbazia della Sacra di San Michele, nel Gruppo dell'Orsiera delle Alpi Cozie, che con il vicino monte Ciabergia e l'antistante Musinè segna visivamente lo sbocco della val di Susa sulla Pianura Padana.
È intitolata a Carlo Giorda (1946-1985) santambrogese, appassionato alpinista. Egli, dopo aver frequentato la Scuola di Alpinismo Cervino della Sezione CAI di Alpignano, divenne Istruttore Nazionale di Alpinismo, prendendo in seguito le redini della direzione della scuola. Morì durante una scalata della via Gervasutti-Gagliardone alla Est delle Grandes Jorasses il 17 agosto 1985.

## Principali caratteristiche
- Difficoltà: media
- Punto di partenza: Sant'Ambrogio di Torino, località Gir dl'Ora
- Punto di arrivo: Sacra di San Michele, vetta del Monte Pirchiriano (962 m)
- Principali passaggi: Pian Risulet (con possibilità di uscita per la mulattiera, Pian Cestlet, Saut du Cin (con possibilità di uscita per la Borgata San Pietro)
- Dislivello: 600 m
- Durata: circa 5 ore
- Periodo: generalmente tutto l'anno, salvo nei periodi di innevamento e ghiaccio
- Frequentazione: alta
- Attrezzatura necessaria: kit da ferrata comprensivo di casco, imbragatura e dissipatore

## Descrizione

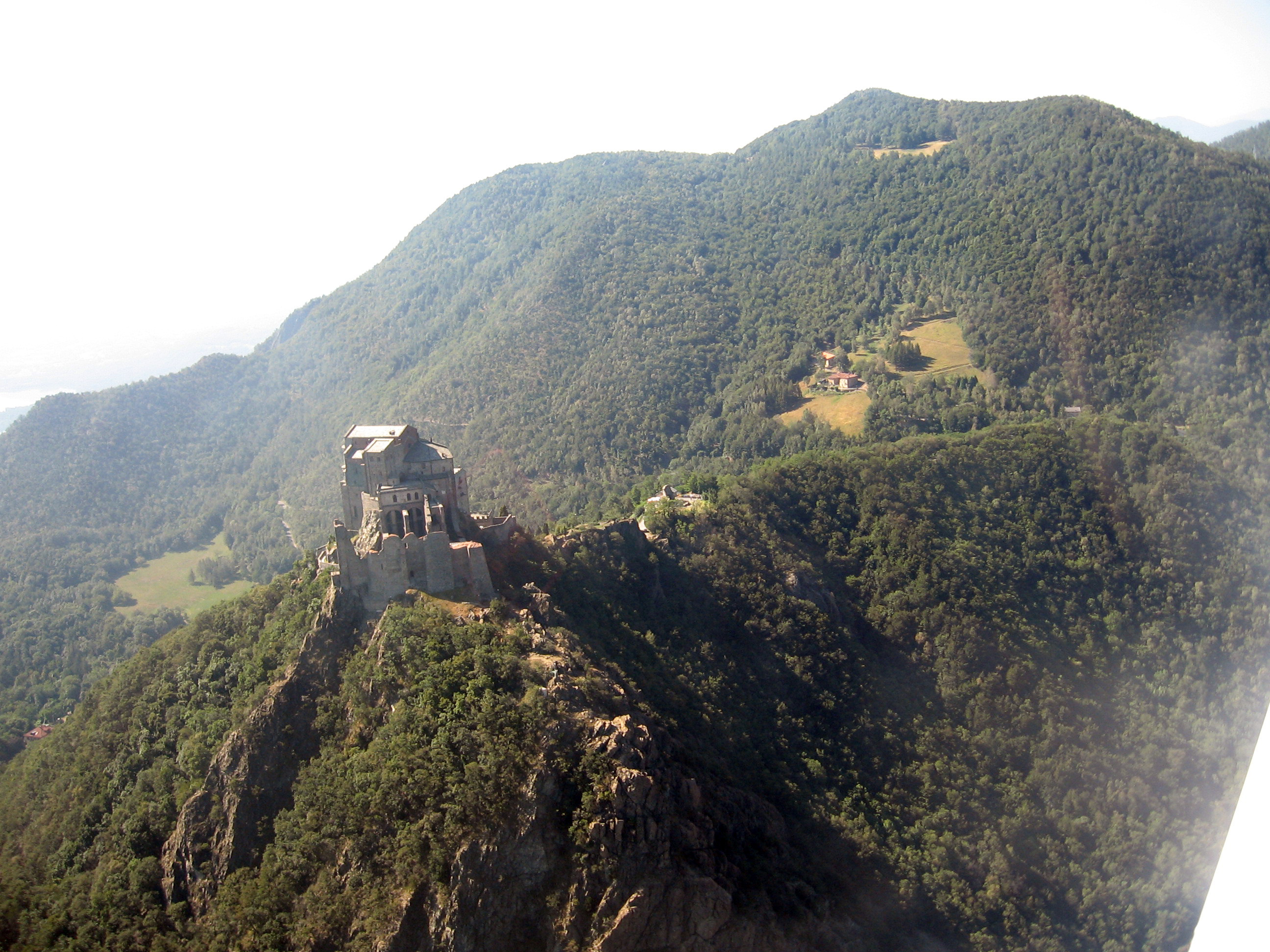
La sommità del Monte Pirchiriano con gli speroni di roccia della zona di arrivo della Via Ferrata Carlo Giorda sotto il muro di base della Sacra di San Michele

La via ferrata può essere intrapresa da Sant'Ambrogio di Torino località Gir dl'Ora (356 m), dove ci si può arrivare in treno, autobus di linea o in auto. Dalla storica stazione ferroviaria di Sant'Ambrogio e Sacra San Michele, percorrendo Corso Moncenisio (SS 25) dopo 1.100 metri sulla sinistra si trova la partenza della via ferrata Carlo Giorda.
La Ferrata della Sacra, oltre che essere un percorso panoramico, è anche carico di storia: a metà salita incrociamo un vecchio sentiero abbandonato, che ci porta ad un bellissimo ripiano, chiamato nell'antichità dagli abitanti di Sant'Ambrogio “Pian Cestlet e dagli abitanti della Chiusa San Michele “Piasa Buè”. Su questo ripiano si trova l'antica chiave di confine tra i comuni scolpita nella roccia. Più in alto una spaccatura orizzontale forma una valletta ben nascosta, non visibile, a suo tempo usata come nascondiglio dai partigiani della zona. Ancora sopra esiste un altro sentiero che nell'antichità collegava la frazione di San Pietro con l'abitato della Chiusa passando su una cengia chiamata “U Saut du Cin”. Altra curiosità sono gli evidenti segni lasciati dallo scorrere del ghiacciaio in questa valle, tra cui dei massi di granito bianco (roccia che non ha niente a che vedere con il serpentino locale), trasportati su questa parete nell'era glaciale.
Raggiunto Sant'Ambrogio di Torino, all'imbocco della Valle di Susa tramite la A32 del Frejus uscita Avigliana e poi per la SS 25, si parcheggia l'auto in località Gir dl'Ora presso la Croce della Bell'Alda, poco fuori dall'abitato in direzione di Susa. La via attacca direttamente dal piccolo posteggio, pannello indicatore, in generale si segue per la prima parte lo sperone che costeggia l'enorme cava in disuso, per poi a metà percorso, traversare lungamente a destra, andando a prendere lo sperone più evidente che scende dalla cima. In generale non ci sono grosse difficoltà tecniche o lunghi tratti verticali, ma l'ampiezza dell'itinerario consiglia prudenza. Ci sono due vie di fuga, la prima dopo circa 300 m. a livello di “Pian Cestlet”, da dove un comodo sentiero riporta in paese, una seconda dopo circa 500 m. di dislivello, all'altezza di “U Saut du Cin” da dove si può raggiungere la borgata San Pietro. Dalla sommità della via ferrata, che termina contro il muro dell'Abbazia della Sacra di San Michele, si prosegue a destra, per un sentiero poco comodo, che con alcuni saliscendi raggiunge la strada asfaltata a pochi metri dalla ingresso della Sacra. Discesa: dalla stradina asfaltata imboccare l'antica mulattiera sacra di San Michele - Sant'Ambrogio (cartello indicatore), che passando per la Borgata San Pietro ritorna a Sant'Ambrogio di Torino in circa 1.30 h. Nel 2016 l'intero percorso della via ferrata è stato ristrutturato con l'aggiunta di un nuovo ponte tibetano di circa un centinaio di metri.

## Strutture ricettive
- Circolo "Pra dla Cura" - al termine della discesa dalla Mulattiera "Sacra di San Michele - Sant'Ambrogio", vicino alla Chiesa di San Giovanni Vincenzo [3]
- Ristorante, hotel e lounge bar "l'Om 'd Fer" presso il Palazzo abbaziale di Sant'Ambrogio alla "1a croce" della Mulattiera "Sacra di San Michele - Sant'Ambrogio". [4]